# Alfred LeConey
Jeremiah Alfred Le Coney  (Moorestown, 3 de novembro de 1901 – Plainfield, 11 de novembro de 1959) foi um velocista e campeão olímpico norte-americano.
Nos Jogos Olímpicos de Paris 1924, conquistou a medalha de ouro no revezamento 4x100 m, junto com os compatriotas Louis Clarke, Loren Murchison e Frank Hussey, que quebrou o recorde mundial com a marca de 41s0.
Em 1932, uma imagem sua de Paris 1924 foi usada para um selo comemorativo de 3 centavos de dólar, criado para ajudar a financiar os Jogos Olímpicos de Los Angeles daquele ano, e LeConey teve sua figura imortalizada por este selo.